# Neuner
Neuner är ett berg i Antarktis. Det ligger i Västantarktis. Argentina, Chile och Storbritannien gör anspråk på området. Toppen på Neuner är 1 254 meter över havet. Berget är namngett efter Charles S. Neuner.